# Gareth Edwards
Pour les articles homonymes, voir Edwards et Gareth Edwards (homonymie).

a Compétitions nationales et continentales officielles uniquement.

b Matchs officiels uniquement.
Dernière mise à jour le 26 novembre 2013.
Gareth Owen Edwards, né le 12 juillet 1947 à Pontardawe, est un joueur gallois de rugby à XV, évoluant au poste de demi de mêlée. Il est considéré par beaucoup comme le meilleur joueur de l'histoire du rugby, l'équivalent de Pelé en football. Il fait partie de l'équipe du pays de Galles, qui remporte sept Tournois dont trois Grand Chelems durant les années 1970. Gareth Edwards joue 53 fois consécutivement pour son équipe nationale sur une période de douze ans.

## Biographie
Gareth Edwards est un enfant de mineurs gallois de Gwaun-Cae-Gurwen. Il entre à l'école publique de Millfield grâce à ses résultats sportifs.
Il débute avec le pays de Galles le 1er avril 1967 à seulement 19 ans contre la France avec une défaite 20-14 à Paris et joue son dernier match international contre ces mêmes Français le 18 mars 1978 à Cardiff (victoire 20-14 avec un drop à la clé). 
Il est capitaine du pays de Galles à seulement 20 ans en février 1968 contre l'Écosse pour une victoire 5-0 à Cardiff. Il laissera cet honneur à des joueurs plus expérimentés. 
Il fait partie de l'équipe du pays de Galles, les Diables Rouges, qui dominent sans partage le rugby européen durant les années 1970 avec 7 Tournois gagnés avec Gareth Edwards : 1969, 1970, 1971, 1973, 1975, 1976 et 1978, dont trois Grands Chelems (GC) en 1971, 1976 et 1978. Gareth Edwards jouera 53 fois consécutivement pour son équipe nationale, dont 13 comme capitaine, ce qui fait une carrière internationale remarquable, qui court sur une période de douze ans. Ce chiffre paraît faible aujourd'hui, car des joueurs comme George Gregan, Fabien Pelous ou Philippe Sella dépassent la centaine.

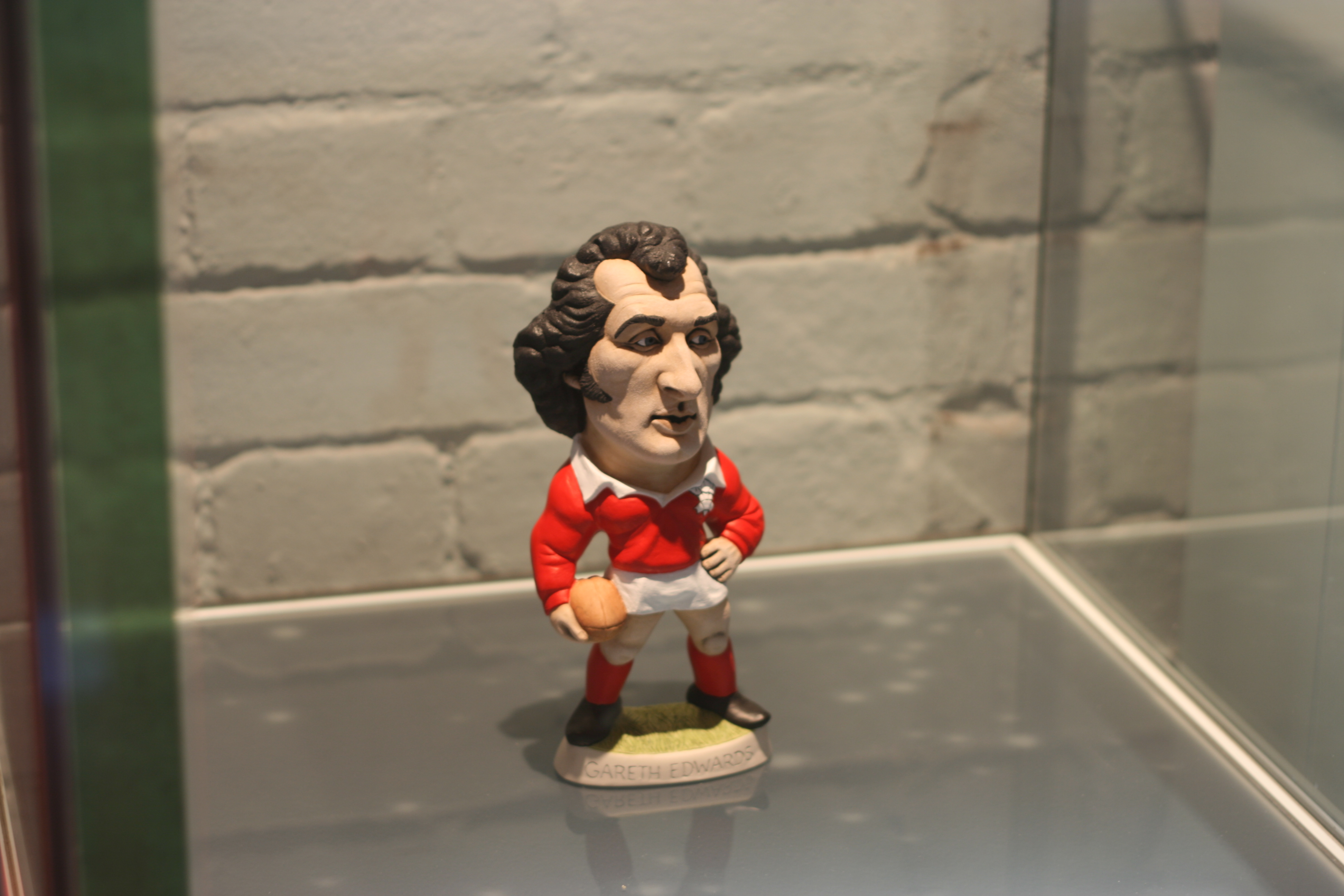
Figurine de Gareth Edwards sous le maillot gallois.

Mais à l'époque, on ne joue pas de Coupe du monde de rugby et on ne dispute pas dix matches internationaux par an. Ainsi Mike Gibson possède un record, celui de matchs disputés lors du Tournoi des cinq nations. Il devance Philippe Sella (50) avec un total de 56 matchs. Gareth Edwards a longtemps été le Gallois qui a disputé le plus de rencontres du Tournoi (45) avant d'être rejoint, puis dépassé par Martyn Williams (47) en 2009,,.
À ceci, on peut ajouter les 10 tests matchs disputés avec les Lions.
Gareth Edwards forme la charnière galloise avec Barry John d'abord à 23 reprises puis avec Phil Bennett par 25 fois. Il est également l'auteur de ce qui est considéré comme l’« essai du siècle » lors de l'un des plus fameux matchs de l'histoire avec l'équipe des Barbarians qui dispute un match de prestige contre les All Blacks en 1973.
Il joue en club à Cardiff.

## Carrière extra-sportive
Gareth Edwards devient commentateur à la télévision pour la BBC et S4C, le pratiquant dernièrement en gallois, sa langue maternelle. Il occupe également des fonctions de dirigeant des Cardiff Blues, de directeur d'une concession automobile Mercedes, Euro Commercials Ltd. et de président du Cardiff Institute for the Blind.

## Une figure médiatique et populaire
Une statue à son effigie a été édifiée de son vivant dans le centre de Cardiff.

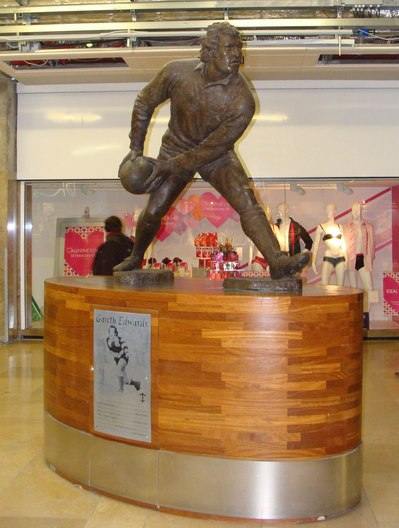
La sculpture de Gareth Edwards au St. David's Centre

Quand Gareth Edwards publie son autobiographie, il est estampillé « professionnel » et il est donc temporairement écarté des affaires rugbystiques, comme entraîneur, dirigeant, par exemple.
De 1978 à 1982, Gareth Edwards est le capitaine de l'équipe de l'émission de jeux télévisés A Question of Sport de la BBC avec le joueur de football de Liverpool et de l'Angleterre, Emlyn Hughes.
En 1997, Gareth Edwards est un des quinze plus grands joueurs internationaux de rugby à XV du passé introduits au Temple international de la renommée du rugby (en anglais International Rugby Hall of Fame) , avec ses anciens partenaires Barry John et JPR Williams. Il a également droit à une plaque au Rugby Pathway of Fame de la ville de Rugby (Angleterre), considérée comme le berceau de ce sport.
Le 21 novembre 2001, Gareth Edwards est désigné « meilleur joueur gallois de tous les temps »...

## Palmarès
- Tournoi des Cinq Nations : Grand Chelem en 1971, 1976 et 1978, vainqueur en 1969 et 1975 (seuls), en 1970 et 1973 (victoire partagée),
- cinq triples couronnes en 1969, 1971, 1976, 1977 et 1978.

## Statistiques en équipe nationale
- Sélections avec le pays de Galles : 53
- 33 victoires, 5 matchs nuls, 15 défaites
- 20 essais, 2 transformations, 3 drops, 1 pénalité

## Statistiques avec les Lions
- 10 sélections avec les Lions.